# Liste der Bischöfe von Burnley
Die Liste der Bischöfe von Burnley stellt die bischöflichen Titelträger der Church of England, der Diözese Blackburn, in der Province of York dar. Der Titel wurde nach der Stadt Burnley benannt.
| Liste der Bischöfe von Burnley | Liste der Bischöfe von Burnley | Liste der Bischöfe von Burnley | Liste der Bischöfe von Burnley |
| Von                            | Bis                            | Name                           | Anmerkungen                    |
| ------------------------------ | ------------------------------ | ------------------------------ | ------------------------------ |
| 1901                           | 1904                           | Edwyn Hoskyns                  | danach Bischof von Southwell   |
| 1905                           | 1909                           | Alfred Pearson                 |                                |
| 1909                           | 1931                           | Henry Henn                     |                                |
| 1931                           | 1949                           | Priestley Swain                |                                |
| 1950                           | 1954                           | Keith Prosser                  |                                |
| 1955                           | 1970                           | George Holderness              | danach Dean von Lichfield      |
| 1970                           | 1988                           | Richard Watson                 |                                |
| 1988                           | 1994                           | Ronald Milner                  |                                |
| 1994                           | 2000                           | Martyn Jarrett                 | danach Bischof von Beverley    |
| 2000                           | 2014                           | John Goddard                   |                                |
| 2015                           | 2023                           | Philip North                   |                                |
| 2024                           | Gegenwart                      | Joe Kennedy                    |                                |